# الكسندر فلويد
الكسندر فلويد (بالإنجليزية: Alexander Floyd)‏ هو عالم نبات أسترالي، ولد في 1 أبريل 1926.